# Politieke geschiedenis van Vlaanderen

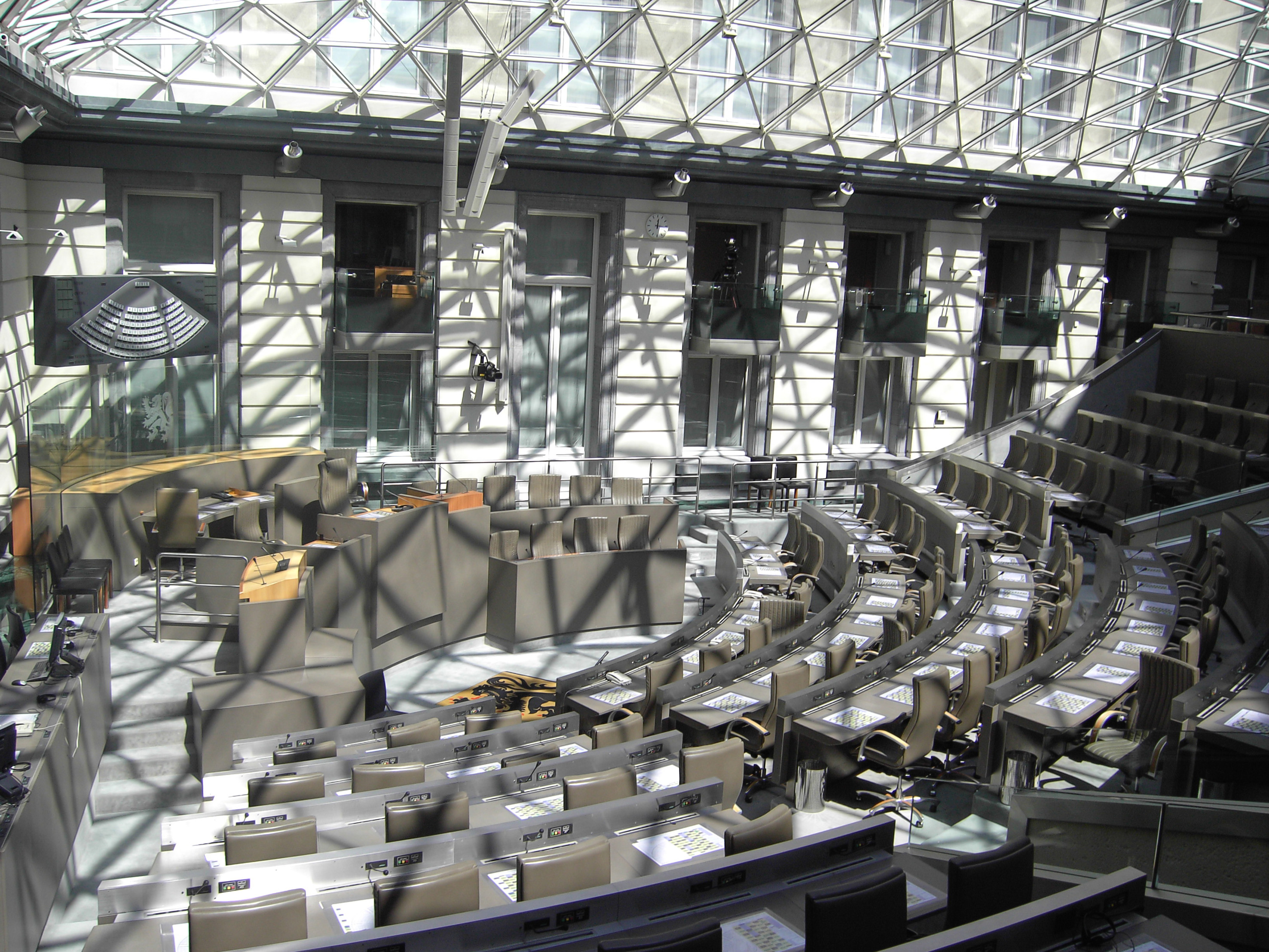
Het Vlaams Parlement in Brussel

Het artikel politieke geschiedenis van Vlaanderen  geeft een overzicht van de politieke situatie binnen het huidige territorium van de Belgische deelstaat Vlaanderen.

## Geschiedenis

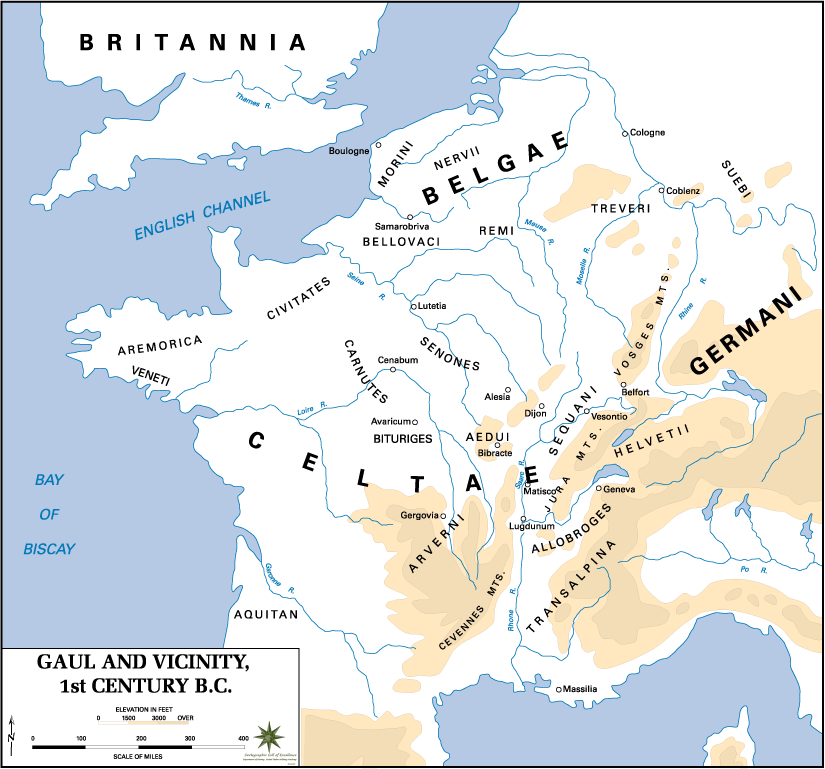
Leefgebied van de verschillende stammen der Belgae.

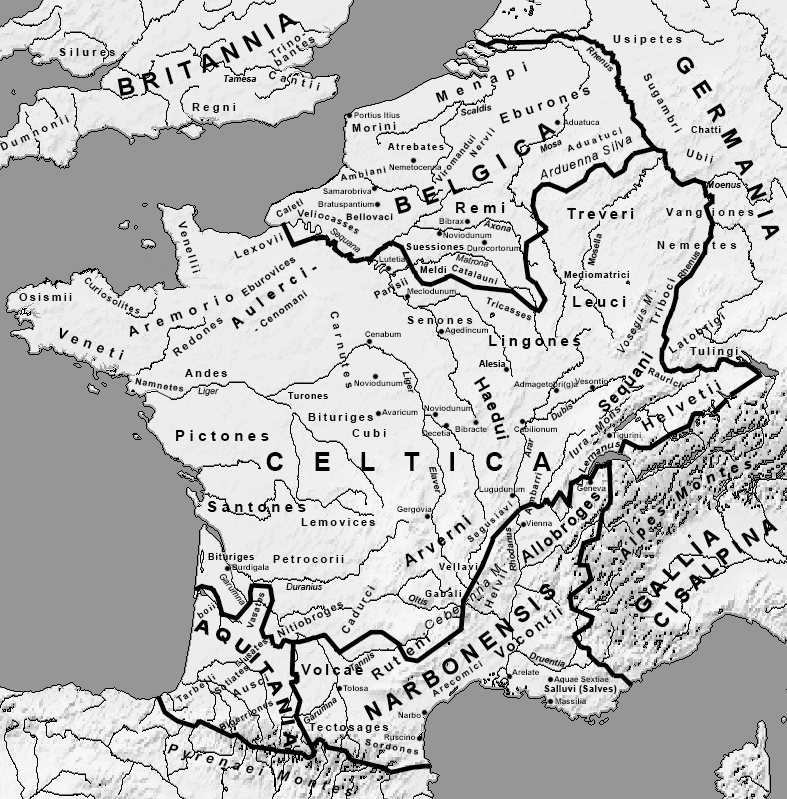
De Romeinse provincie Gallia Belgica rond 395 n.Chr.

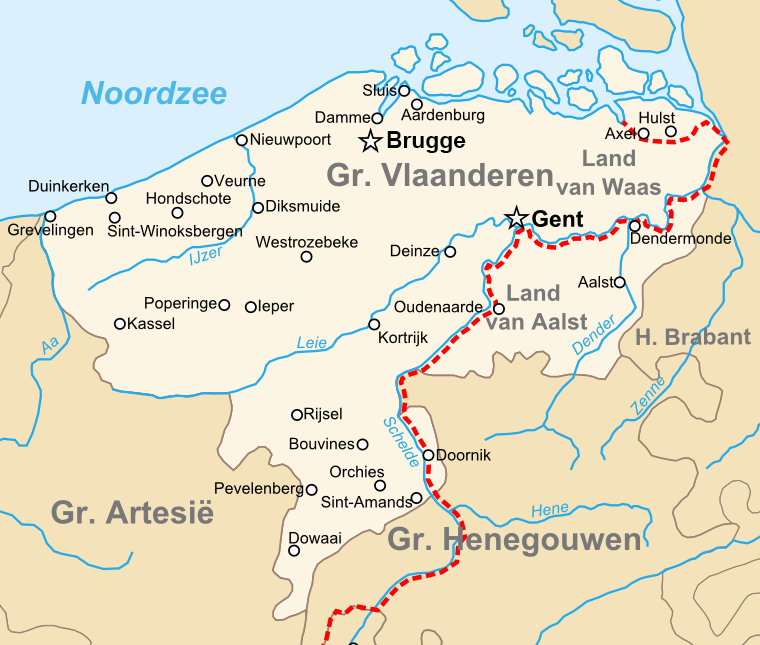
Topografische kaart van het Graafschap Vlaanderen aan het einde van de 14e eeuw.

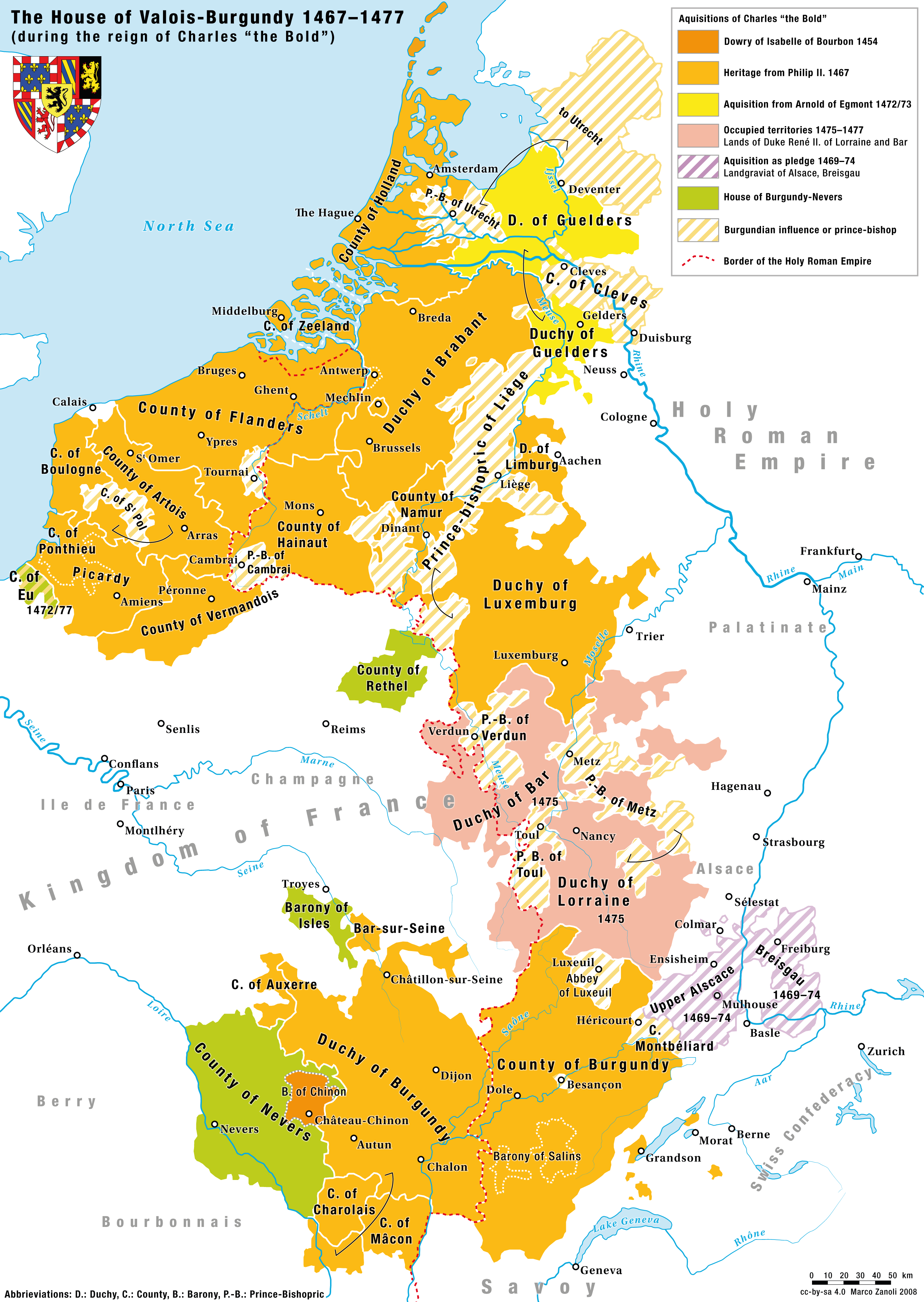
Bourgondische gebieden en toevoegingen vanaf 1465

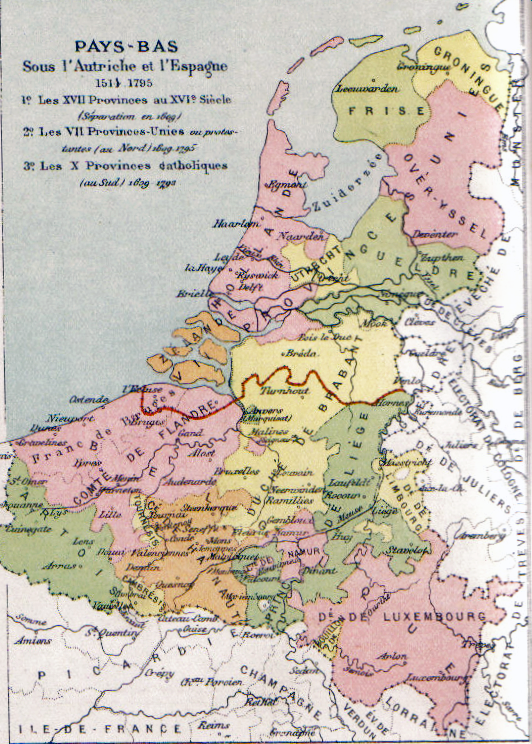
Kaart van de Zeventien Provinciën met in rood de lijn de van de scheiding tussen de Noordelijke en de Zuidelijke Nederlanden

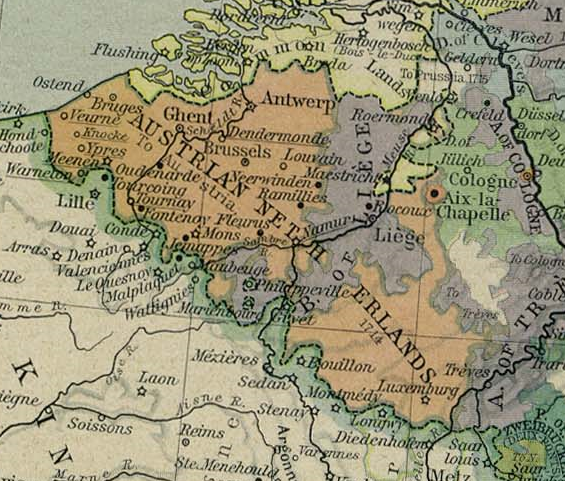
Oostenrijkse Nederlanden

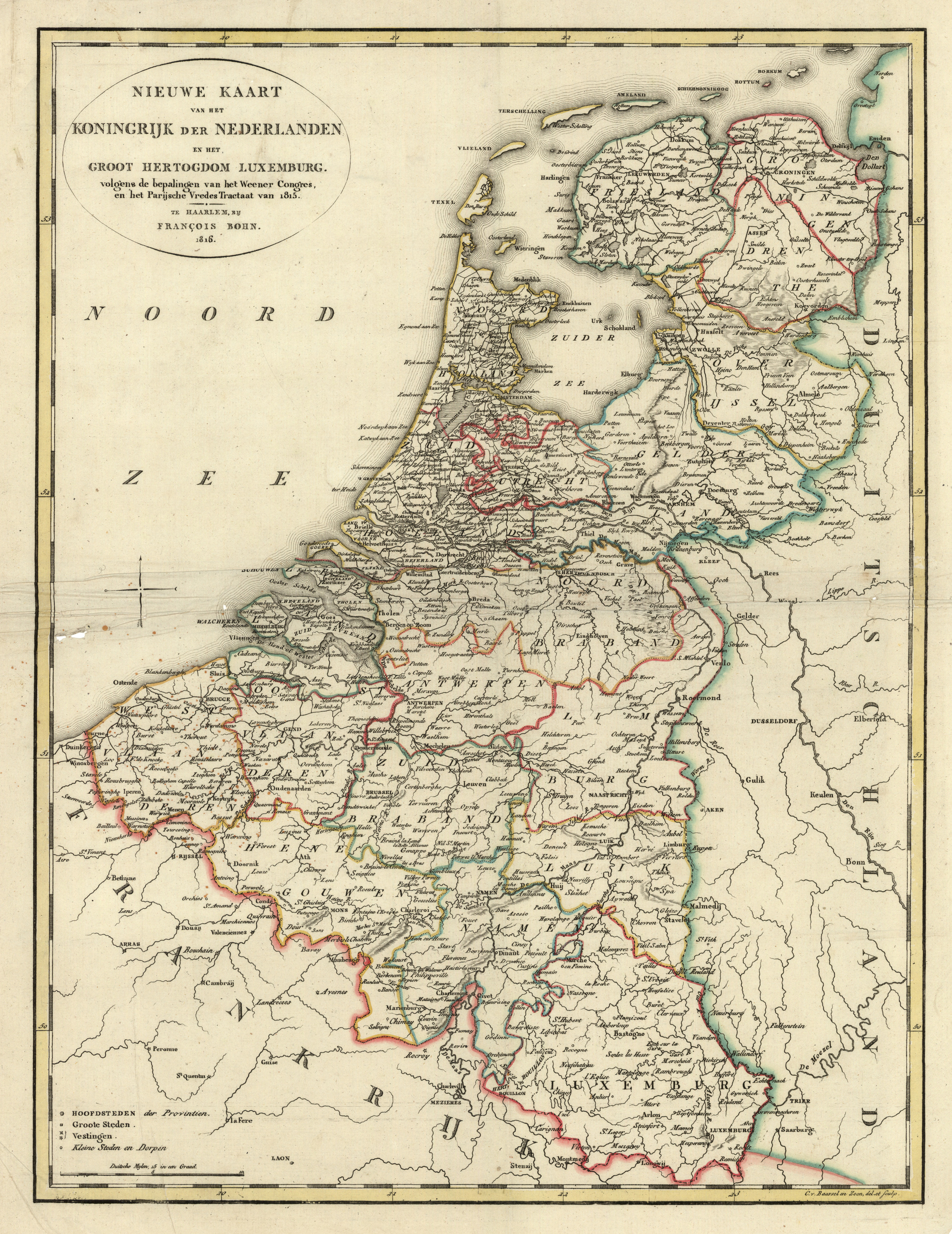
Het Verenigd Koninkrijk en zijn provincies in 1815. Merk de provinciegrenzen van Luik, Namen en Luxemburg op; deze werden later gewijzigd.

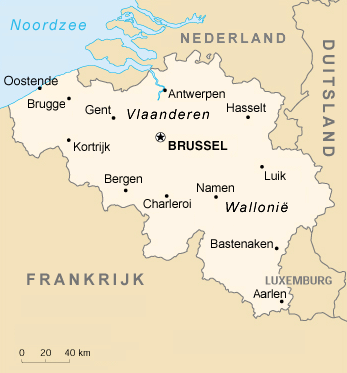
België.

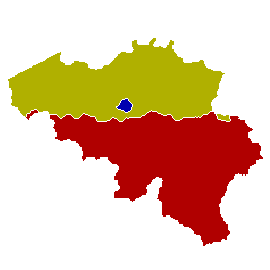
Drie Gewesten: het Vlaams (geel), Waals (rood) en Brussel-Hoofdstad (blauw)

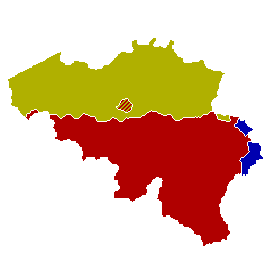
Drie Gemeenschappen: de Vlaamse (geel), de Franse (rood) en de Duitstalige (blauw)

### Neolithicum
De oorspronkelijke bewoners van wat nu Vlaanderen is waren de Belgae, een verzamelnaam voor de verschillende stammen die het gebied bewoonden. De Menapiërs en Morini woonden in de kuststreek, de Nerviërs en de Atuatuci in Centraal-Vlaanderen en de Eburonen ten slotte in de Maasvallei. Volgens Caesar waren de Belgen van Germaanse afkomst, tegenwoordig gaat men er echter van uit dat ze een mengeling waren van Germanen en Kelten.

### Gallo-Romeinse periode
Omstreeks 57 v.Chr. komen de eerste Romeinen naar onze streken, ten gevolge van de nederlaag van de Oude Belgen in de slag aan de Sabis. Het daaropvolgende oorlogsseizoen wijdde Caesar aan de vernietiging van de Eburonen, waarvoor hij Atuatuca als uitvalsbasis nam. Hij verklaarde de stam vogelvrij en iedereen mocht mee komen plunderen en moorden. De Eburonen waren gevlucht naar de meest ontoegankelijke uithoeken van het Belgisch territorium: het Ardennerwoud, de Peel ("aaneengesloten moerassen") en de delta van Maas en Rijn ("op eilanden die door de getijden worden gevormd"). Velen ontvluchtten Gallië. Ongetwijfeld heeft de bevolking onder de represailles zwaar te lijden gehad, maar het is onwaarschijnlijk dat de Eburonen volledig uitgeroeid werden. Uit de archeologie en de toponymie blijkt dat alleszins niet. Later vinden we in het gebied van de Eburonen: de Frisiavones (aan de Schelde ?), de Texuandri (Kempen ?), de Tungri (Haspengouw), Rond 100 na Chr. startte de romanisering, hierbij vermengde de oorspronkelijke bevolking zich met de immigranten en Romeinse soldaten. Ook de aristocratie paste zich aan de Romeinse levenswijze aan en kreeg burgerrechten. De macht van de druïde werd sterk ingeperkt en de Keltische goden werden geromaniseerd.

### Frankische periode
Omstreeks 260 vonden de eerste invallen van de Salische Franken plaats en omstreeks 290 was het gebied in hun handen en belaagden zij de Romeinse scheepvaart met piraterij. Ondanks enkele veldtochten onder leiding van de keizers Constantijn en Julianus werd Rome gedwongen een verbond te sluiten met de Saliërs en ze tot bondgenoten (foederati) te maken. In ruil kregen de Saliërs het huidige Vlaanderen (en Nederland beneden de rivieren) in bezit. Hoewel ze aanvankelijk geen eenheid vormden, werden ze omstreeks 450 verenigd onder de dynastie der Merovingers, genoemd naar koning Merovech. Omstreeks 450 verkeerden de Salische Franken op goede voet met de Romeinse Generaal Aetius. Als bondgenoten hebben zij in 451 aan de zijde van Aetius meegestreden tegen de Hunnen en hun bondgenoten de Gepiden tijdens de Slag op de Catalaunische Velden.

### Middeleeuwen
Na de dood van Lodewijk de Vrome in 843 werd het rijk verdeeld onder zijn drie zonen met het Verdrag van Verdun. Hierbij vormde onder ander de Schelde de grens tussen West- en Midden-Francië (Lotharingen) Met uitzondering van het latere graafschap Vlaanderen behoorde het huidige Vlaanderen dus tot Neder-Lotharingen. Rond deze periode vonden ook de roof- en veroveringstochten van de Noormannen plaats. Hierdoor kalfde de centrale macht af en wonnen de steden aan macht. Dit resulteerde omstreeks 1050 in een periode van economische groei. Als reactie hierop werden er graven aangesteld, om de gouwen te besturen. Zo ontstonden het graafschap Vlaanderen en de hertogdommen Brabant en Limburg. Later kwamen deze gebieden, omstreeks de veertiende eeuw in Bourgondische handen. Dit was aanvankelijk eerder een personele unie waarbij elke provincie autonoom bleef en zijn eigen landsheerlijkheid bezat. Filips de Goede slaagde erin een centraal bestuur op te zetten, dat door zijn zoon Karel de Stoute werd verder gezet. Dit en generaties lang samenleven had invloed op de integratie binnen het Bourgondische rijk en een supranationaal gevoel tot gevolg. De periode eindigde in 1482 toen de regering overging naar de Spaanse handen.

### Ancien régime
Vrij snel breken er onrusten uit en de Noordelijke Nederlanden slagen erin hun onafhankelijk uit te roepen. De Zuidelijke Nederlanden, waaronder Vlaanderen, bleven onder Spaans bewind. Tijdens deze Spaanse periode vindt een massale (deels gedwongen) emigratie plaats van honderdduizenden protestanten. De meesten trokken naar Amsterdam en de Noord-Nederlandse provincies. Ze droegen daar bij tot de Hollandse Gouden Eeuw. Zo vinden we verschillende zuidelijke vluchtelingen bij de redacteurs van de Statenbijbel, wat een factor was bij de invloed van het Zuid-Brabants op de Nederlandse taal. De etnische kern van de huidige Vlaamse bevolking bestaat uit de achtergebleven Nederlandstalige bevolkingsgroepen in de 17 provinciën (de toenmalige Nederlanden) die overwegend katholiek en onder Spaanse heerschappij bleven tot in de 17e eeuw.
Tijdens de Spaanse Successieoorlog waren de Zuidelijke Nederlanden in handen van Nederlandse troepen gekomen. Toch werden de beide Nederlanden niet herenigd, want met de Vrede van Utrecht van 1713 werden zij aan de Oostenrijkse tak van het huis Habsburg toegewezen. Ondanks dat het Habsburgse rijk een zeer gecentraliseerde staat was, behielden de Oostenrijkse Nederlanden, zoals het gebied voortaan genoemd zou worden, een grote autonomie. Dit betekende een heropleving van de handel en bijgevolg de migratie van koopmannen tussen de belangrijkste steden van Vlaanderen en het Oostenrijkse Rijk.

### Franse periode
Nadat 40.000 man Franse troepen, waaronder 2500 vluchtelingen uit de Oostenrijkse Nederlanden en het prinsbisdom Luik, in november 1792 (Slag bij Jemappes) een eerste maal waren binnengevallen en na vier maanden verdreven werden (Tweede Slag bij Neerwinden), behaalden de Franse revolutionaire troepen in juni 1794 met de Slag bij Fleurus een definitieve overwinning op de Habsburgse monarchie. Het inlijven en plunderen van België door een antiklerikale republiek, vuurden het patriottisme, eerder in 1790 opgevlamd tijdens de korte periode van de Verenigde Nederlandse Staten, opnieuw aan. Daarentegen ging er van het langdurig en verzoenend bewind van Napoleon Bonaparte vanaf 1799 een assimilerende kracht uit. Aan het einde van zijn regering droegen zijn conflict met de Katholieke Kerk, zijn nederlagen en de economische crisis weer bij tot de versterking van een nationaal bewustzijn bij de elite.

### Nederlandse periode
In dit bewustzijn was het provinciale element nu op de achtergrond gedrongen. Het Franse woord Belgique had sinds de Brabantse Revolutie het woord Nederlanden verdrongen (feitelijk betekent het hetzelfde). De publieke opinie eiste het behoud van de Belgische eenheid, en legde er zich bij neer dat dit gebeurde binnen het bestuurlijk tweeledige Verenigd Koninkrijk (der Nederlanden) die werden opgericht in 1815. Deze unificatie was slechts van korte duur want in 1830 komt het tot schermutselingen en wordt de onafhankelijkheid van België uitgeroepen.

### Moderne Tijd
Gedurende het grootste deel van de twintigste eeuw werd de politiek in Vlaanderen -grotendeels onder het 'unitaire, Belgische bewind'- gedomineerd door de christelijke, socialistische en liberale partijen (toen CVP, BSP en PVV). (Tijdens de jaren zestig en zeventig zijn deze vroegere unitaristische partijen opgesplitst in aparte Vlaamse, Franstalige en enkele Duitstalige partijen). Deze drie waren sterk verbonden met aanverwante syndicale en sociale organisaties. Men spreekt voor die conglomeraten over de 'zuilen'. Ze bestaan ook langs Franstalige kant. De zuilen slaagden erin om in de twintigste eeuw hun stempel te drukken op het politieke en maatschappelijke bestel in Vlaanderen (en België). Dat leidde tot een samenleving waarin sociaal overleg altijd een grote rol heeft gespeeld. Ook in het Vlaanderen van vandaag worden heel wat politieke beslissingen voorafgegaan door al dan niet bindend overleg tussen sociale bewegingen, vakbonden, mutualiteiten, werkgeversorganisaties en overheid. Dat heeft geleid tot een samenleving met een vrije markt, gekoppeld aan sterke sociale bescherming. Een systeem dat ook een hoge welvaart creëerde voor de grote meerderheid van de Vlamingen. De verzuiling had echter ook kwalijke gevolgen. Politieke benoemingen in overheidsdiensten waren schering en inslag. Dat leidde tot een log overheidsapparaat dat niet altijd even adequaat was. Vandaag de dag is de verzuiling alvast in Vlaanderen heel sterk teruggedrongen. Het Vlaamse overheidsapparaat scoort doorgaans vrij hoog in internationale studies. Politieke benoemingen zijn fel verminderd.

### Ontvoogding en autonomiestreven
Het Belgische federalisme vertoont enerzijds unitaire kenmerken (gewesten zijn - nog steeds - grotendeels financieel afhankelijk van de federale fiscus) en anderzijds confederalistische kenmerken (politici moeten zich - steeds meer - tot een uitsluitend Vlaams of Franstalig kiespubliek richten).
Vanaf de jaren 1960 groeide de opinie binnen de politieke elite dat de tweeledige maatschappelijke structuur van België geen unitaire politieke structuur meer verdraagt. België werd daarom steeds verder gedecentraliseerd in vijf staatshervormingen (1970, 1980, 1988-89, 1993 en 2001-2003), om officieel in 1993 een echte bondsstaat te worden, met het bipolair federalisme als staatsvorm. Dit federalisme, met als architect Wilfried Martens, loodgieter Jean-Luc Dehaene, federalist Hugo Schiltz, regionalist Guy Spitaels en de liberale politicus Jean Gol kenmerkt zich door verschillende overheidslagen, elk met eigen verkozen volksvertegenwoordiging en regering:
FederaalDe federale overheid is bevoegd voor defensie, buitenlandse zaken, economische en monetaire unie, pensioenen, ziekteverzekering ... heeft het federaal parlement als wetgevende macht en de federale regering als uitvoerende macht.
Drie GewestenVlaams Gewest (olijfgroen), Waals Gewest (rood), Brussels Hoofdstedelijk Gewest (blauw). De gewesten zijn bevoegd voor aan het grondgebied gerelateerde materies: ruimtelijke ordening, milieu, landbouw, huisvesting, energie, werkgelegenheid, openbare werken en vervoer, economie en buitenlandse handel, toezicht op gemeenten en provincies en ontwikkelingssamenwerking. Elk gewest heeft een parlement als wetgevende macht en een regering als uitvoerende macht.
Drie gemeenschappenNederlandstalig (olijfgroen), Franstalig (rood), Duitstalig (blauw). De gemeenschappen gaan over persoonsgebonden materies: culturele aangelegenheden, sport, onderwijs, onderzoek, gezondheid, welzijn en taalgebruik. Elke gemeenschap heeft een gemeenschapsraad als wetgevende macht en een gemeenschapsregering als uitvoerende macht.
De Vlaamse Gemeenschap en het Vlaams Gewest hebben een gemeenschappelijk parlement en regering, beide met zetel te Brussel. De Brusselse leden van het Vlaamse Parlement mogen echter niet meestemmen over Vlaamse gewestaangelegenheden. In het Brussels Hoofdstedelijk Gewest is het Brussels Hoofdstedelijk Parlement en regering (zetel Brussel) bevoegd voor gewestmateries, en zijn de Vlaamse en Franse gemeenschappen elk bevoegd voor de eigen gemeenschapsmateries, via de Vlaamse, respectievelijk Franse Gemeenschapscommissie en hun uitvoerende organen (colleges). Voor zaken die beide gemeenschappen aangaan, is in Brussel de Gemeenschappelijke Gemeenschapscommissie (en college) bevoegd. Gewesten en gemeenschappen kunnen decreten of (in het Brussels Hoofdstedelijk Gewest) ordonnanties uitvaardigen die kracht van wet hebben in het eigen gewest of de eigen gemeenschap. Een bijzonder rechtscollege, het Grondwettelijk Hof, waakt erover dat de wetgeving van de federale regering, de gemeenschappen en gewesten de bevoegdheidsverdeling tussen deze verschillende entiteiten eerbiedigt. Het Grondwettelijk Hof kan wetsbepalingen vernietigen die deze bevoegdheidsverdeling schenden. De hoofdstad van Vlaanderen is Brussel.
In Vlaanderen is een heterogene beweging actief, die Vlaanderen meer autonomie wil bezorgen. Deze beweging is zeer divers en bestaat uit verschillende strekkingen en in verschillende gradaties, en ook fracties in de bestaande rechtse partijen. Zo is er een afscheidingsbeweging, de Vlaamse Volksbeweging, met partijen en verenigingen, zoals Vlaams Belang en N-VA. Als niet-partijgebonden vereniging streeft het Comité Vlaanderen Onafhankelijk eveneens naar Vlaamse onafhankelijkheid, maar dan over de grenzen van ideologieën heen, behalve deze van de postromantische gedachte aan een "eigen" staat. Afhankelijk van de opiniepeiler wordt de aanhang van de afscheidingsbeweging in dit geheel tussen de 13 en de 50 % van de bevolking geschat

## Heersers over Vlaanderen
Dit hoofdstukje geeft een overzicht van hoogste politieke machten die de territoriale gronden van het huidige Vlaanderen bestuurden:

### Kelten-Germanen
Het huidige Vlaanderen was verdeeld onder tal van kleine stammen. Er was geen gemeenschappelijke leider.

## Huidige situatie

### (Voormalige) ministers-presidenten
| Nr. | Naam               | Begin mandaat    | Einde mandaat     | Politieke partij | Regeringen     |
| --- | ------------------ | ---------------- | ----------------- | ---------------- | -------------- |
| 1   | Gaston Geens       | 22 december 1981 | 21 januari 1992   | CVP              | I, II, III, IV |
| 2   | Luc Van den Brande | 21 januari 1992  | 13 juli 1999      | CVP              | I, II, III, IV |
| 3   | Patrick Dewael     | 13 juli 1999     | 5 juni 2003       | VLD              | I              |
| 4   | Bart Somers        | 11 juni 2003     | 20 juli 2004      | VLD              | I              |
| 5   | Yves Leterme       | 20 juli 2004     | 28 juni 2007      | CD&V             | I              |
| 6   | Kris Peeters       | 28 juni 2007     | 25 juli 2014      | CD&V             | I, II          |
| 7   | Geert Bourgeois    | 25 juli 2014     | 2 juli 2019       | N-VA             | I              |
| 8   | Liesbeth Homans    | 2 juli 2019      | 2 oktober 2019    | N-VA             | I              |
| 9   | Jan Jambon         | 2 oktober 2019   | 30 september 2024 | N-VA             | I              |

### Vlaams parlement
Het Vlaams Parlement wordt om de 5 jaar verkozen. Het bestaat uit 124 Vlaamse volksvertegenwoordigers die rechtstreeks worden verkozen (recentste verkiezing: 7 juni 2009). Het is de volksvertegenwoordiging van de Vlaamse Gemeenschap en geniet alle wettelijke bevoegdheden in de regio Vlaanderen én voor alle instellingen van de Vlaamse Gemeenschap, zoals alle Nederlandstalige scholen (met inbegrip van deze in Brussel), dus ook voor de Franstalige scholen in Vlaamse faciliteitengemeenten. Zij duidt tevens de ministers van de Vlaamse regering aan.

#### Zetelverdeling
De zetelverdeling gebeurt per provincie, er zijn 124 zetels te verdelen in functie van het bevolkingsaantal. (118 uit het Vlaamse gewest en 6 uit het Brusselse gewest)
| 1995-1999 Zie Vlaams Parlement (samenstelling 1995-1999) voor het hoofdartikel over dit onderwerp. | 1999-2004 Zie Vlaams Parlement (samenstelling 1999-2004) voor het hoofdartikel over dit onderwerp. |

| 2004-2009 Zie Vlaams Parlement (samenstelling 2004-2009) voor het hoofdartikel over dit onderwerp. | 2009-2014 Zie Vlaams Parlement (samenstelling 2009-2014) voor het hoofdartikel over dit onderwerp. |

| 2014-2019 Zie Vlaams Parlement (samenstelling 2014-2019) voor het hoofdartikel over dit onderwerp. | 2019-2024 Zie Vlaams Parlement (samenstelling 2019-2024) voor het hoofdartikel over dit onderwerp. |

### Bevoegdheden
Vlaanderen is sinds de staatshervorming een deelstaat van België, met een eigen regering, een eigen parlement, een eigen begroting en eigen inkomsten en wordt bestuurskundig doorgaans aangeduid als de Vlaamse Gemeenschap. Deze is zowel bevoegd voor gemeenschapsmateries als voor gewestmateries en wordt bestuurd door één parlement en één regering in tegenstelling tot Wallonië, waar deze bevoegdheden in aparte raden ondergebracht zijn, namelijk de Waalse Gewestraad en de raad van de Franse Gemeenschap.
De bevoegdheden van de Belgische federale overheid en deze van de Vlaamse (en andere) deelregeringen worden vastgelegd door democratisch overleg tussen de verschillende gemeenschappen en evolueren nog steeds. In Vlaanderen wordt echter aangedrongen op constitutieve autonomie. Vlaanderen wil zijn eigen fiscale, bestuurlijke, lokale en intermediaire zaken zelf regelen. De bevoegdheden die Vlaanderen nu heeft zijn vastgelegd in de Belgische Grondwet en de Bijzondere Wet op de Hervorming van de Instellingen.
Vlaanderen verwierf zijn huidige autonomie pas na een lang ontvoogdingsproces. In het België van 1830 genoten de Vlamingen beperkte politieke rechten en werd hun taal, het Nederlands, gediscrimineerd en verboden in het openbare leven ten voordele van het Frans. In de tweede helft van de 19de eeuw ontstond een Vlaamse Beweging. Die verwierf pas enige politieke invloed na 1900, mede door de invoering van het algemeen, universeel stemrecht. De rol van het Nederlands in Vlaanderen werd langzamerhand wettelijk erkend in de rechtspraak, het onderwijs, de administratie en de politiek. Het duurde daarna nog tot het laatste kwart van de 20e eeuw voor de Vlamingen gelijke rechten verwierven. Het feit dat Vlaanderen vanaf de jaren zestig uitgroeide tot een van de sterkste economische regio's in de wereld, en Wallonië met een verouderde "smokestack"-industrie in een economische crisis verkeert, heeft hoogstwaarschijnlijk een belangrijke rol hierbij gespeeld.
In de staatshervormingen van die periode werden door de Belgische wetgever autonomie gewesten en gemeenschappen voorzien. Vlaanderen besliste in 1980 om de Vlaamse Gemeenschap en het Vlaamse Gewest samen te voegen. Het heeft nu één Vlaams Parlement en één Vlaamse regering. De in Brussel gekozen leden van het parlement kunnen evenwel niet meestemmen over Vlaamse gewestaangelegenheden. De Vlaamse regering heeft haar zetel in Brussel, net als de Belgische regering (de Waalse regering heeft haar zetel in Namen).
- Inzake de gewestbevoegdheid is het Vlaams Gewest op zijn grondgebied bevoegd voor 'grondsgebonden' materies als economie, werkgelegenheid, wegen, ruimtelijke ordening en milieu. De Vlaamse Vervoermaatschappij De Lijn is verantwoordelijk voor het vervoer per bus en tram binnen het Vlaams Gewest. Het Vlaams Gewest beheert ook de gewestwegen in Vlaanderen. Voor vele van deze bevoegdheden moet het echter de bevoegdheid delen met de Belgische regering. Daarenboven heeft Vlaanderen zeer weinig eigen fiscale inkomsten. Het is -net zoals de andere deelstatelijke overheden- in hoge mate afhankelijk van de Belgische schatkist.
- De Vlaamse Gemeenschap omvat alle inwoners van het Vlaams Gewest en de inwoners van het tweetalig Brussels Hoofdstedelijk Gewest die Nederlands spreken of die zich als een Vlaming beschouwen.[bron?] Het is bevoegd voor taal, cultuur, onderwijs en de zogenoemde 'persoonsgebonden materies', welzijns- en gezondheidszorg.

Vlaanderen beschikt dus, in vergelijking met andere deelstaten in federale landen zoals Canada, Zwitserland, Duitsland en de VS, over minder bevoegdheden en minder fiscale autonomie. Zo behoudt de nationale wetgever de bevoegdheid over de volledige sociale zekerheid, daar waar de meeste andere federale staten hierin een gedeelde verantwoordelijkheid voor nationale en deelstatelijke overheden kennen. Op andere domeinen gaat de autonomie dan weer veel verder dan in andere federale staten. Zo zijn in België de deelstaten autonoom bevoegd om verdragen te sluiten, waar dat in andere federale staten enkel kan onder toezicht en mits goedkeuring van de federale overheid.
Vlaanderen bleek ook over weinig autonomie te beschikken inzake de feitelijke keuze van zijn regeringscoalitie. Tot voor kort dwongen de grote partijen steeds eenzelfde coalitie af als in de nationale regering. Hierin is verandering gekomen in 2004, toen de deelstaatverkiezingen voor het eerst niet meer samenvielen met de federale verkiezingen.
Door deze tekorten vertoont de Belgische staat nog steeds sterke unitaire kenmerken, en tegelijk ook vele federale en zelfs enkele confederale kenmerken (zoals de noodzakelijke dubbele meerderheden nodig voor wijzigingen aan een bijzondere wet).

## De verschillende politieke bewegingen

### Liberalen
De liberalen zijn veruit de oudste politieke partij van Vlaanderen en hangen het liberalisme aan. De partij vindt haar oorsprong in de Liberale Partij die werd opgericht in 1846. De drijvende kracht in die periode was de Belgische vrijmetselaarsloge. De partij kent haar hoogdagen tussen 1848 en 1892 (deze periode wordt ook wel de Liberale Hegemonie genoemd) en drukt haar stempel op de Belgische (en dus ook de Vlaamse) samenleving. Dit was mogelijk doordat het Belgische parlement In 1848, ten gevolge van de 'Printemps Des Peuples' een hervorming van het kiesstelsel had goedgekeurd waardoor de rijkere (hoofdzakelijk liberale) bourgeoisie beter vertegenwoordigd werd in het parlement. Na de sociale onlusten van de jaren 1880/1890 en na de pauselijke encycliek Rerum Novarum uit 1891 werd het Belgische kiesstelsel weerom aangepast. Het algemeen meervoudig stemrecht deed zijn intrede en de Liberale partij werd hierdoor tot werkelijke proportie gedegradeerd en verwerd een kleine oppositiepartij.
Na de Eerste Wereldoorlog wordt ten gevolge van de Coup van Loppem door koning Albert I het algemeen enkelvoudig stemrecht ingevoerd. Hierdoor krijgt de Liberale Partij een tweede zware slag te verduren en zakt ze van 24,5% naar 17,6%. In 1936 valt ze terug op 12,4%, maar het dieptepunt is nog niet in zicht. Zo zakt de partij na de Tweede Wereldoorlog naar een historisch dieptepunt van 8,9%. De rol van het liberalisme leek uitgespeeld. De jaren daarna herstelt de partij licht en blijft ze voor lange tijd schommelen tussen de 11 en 12% van de stemmen. In 1961 werd de partijnaam verandert in Partij voor Vrijheid en Vooruitgang (PVV) en wordt de partij onder invloed van het Willemsfonds en het Liberaal Vlaams Verbond (LVV) Vlaamsgezinder. Dit leidt tot een splitsing van de tot dan toe unitaire partij in een Vlaamse en een Franstalige partij. Willy De Clercq werd de eerste voorzitter aan Vlaamse kant.
In 1991 namen de Radicale Omvormers en Sociale Strijders voor een Eerlijker Maatschappij (ROSSEM) onder leiding van Jean-Pierre Van Rossem en Jan Decorte deel aan de verkiezingen. Met de slogan "Geen gezwijn, stem libertijn" wist de libertijnse partij 3,2% van de Vlaamse kiezers te overtuigen op hen te stemmen. In 1993 gaat de partij aan interne twisten ten onder en valt ze uiteen in Beter Alternatieven Nastreven Als Apathisch Nietsdoen (BANAAN) met onder anderen Roland Duchâtelet (die later Vivant opricht) en Louis Standaert, HOERA met Jan Decorte en Waardig Ouder Worden (WOW). Van Rossem zelf vertrekt naar de gevangenis. In 1992 werd de PVV onder impuls van Guy Verhofstadt omgevormd tot de Vlaamse Liberalen en Democraten (VLD) en gaat de partij er keer op keer op vooruit bij verkiezingen. Dit succes leidde er in 1999 toe dat de partij nipt de grootste in Vlaanderen werd. Het succesverhaal duurde voort tot 2004.
In dat jaar kende VLD een grote interne onenigheid die zijn gevolgen had tijdens de verkiezingen. Verschillende politici verlaten de partij om hun eigen beweging (Liberaal Appèl, Veilig Blauw en VLOTT) op te richten, allen echter zonder al te veel succes. Kort daarop besluit de partij Jean-Marie Dedecker buiten te zetten en ook het kartel met Vivant (dat sinds enige tijd bestond) werd opgeheven. In 2007 gaat Vivant op in de VLD en verandert deze laatste haar naam in Open VLD. In 2009 en 2010 zakte de partij verder weg. Jean-Marie Dedecker van zijn kant kent kortstondig succes in 2007 met zijn partij Lijst Dedecker (LDD), maar dat succes verdwijnt als sneeuw voor de zon in 2010. In dat jaar veranderde naam van zijn beweging naar Libertair, Direct, Democratisch (LDD).

#### Huidige politieke partijen
- De Open Vlaamse Liberalen en Democraten (Open Vld) is een liberale partij en de opvolger van de Liberale Partij (LP, 1846 - 1961), Partij voor Vrijheid en Vooruitgang (PVV, 1961 - 1992), Vivant-Vlaanderen en Vlaamse Liberalen en Democraten (VLD, 1992 - 2007) en is daarmee de oudste partij van Vlaanderen. Huidig voorzitter is Egbert Lachaert. Andere bekende kopstukken zijn/waren Charles Rogier, Maurice Lippens, Arthur Vanderpoorten, Omer Vanaudenhove, Maggie De Block, Willy De Clercq, Alexander De Croo, Herman De Croo, Guy Verhofstadt, Patrick Dewael, Ward Beysen, Rik Daems, Guido De Padt, Jean-Marie Dedecker, Roland Duchâtelet, Jaak Gabriëls, Sven Gatz, Karel Pinxten, Herman Schueremans, Dirk Sterckx, Annemie Turtelboom, Marleen Vanderpoorten, Vincent Van Quickenborne, Patrik Vankrunkelsven, Marc Verwilghen, Karel De Gucht en Bart Somers.
- Libertair, Direct, Democratisch (LDD) is een populistisch-libertaire partij die in 2007 werd opgericht door voormalig VLD-senator Jean-Marie Dedecker. De partij haalde in 2007 en 2009 goede verkiezingsuitslagen, maar zakte in 2010 onder de kiesdrempel. Huidig voorzitter is Jean-Marie Dedecker, andere bekende kopstukken zijn Boudewijn Bouckaert, Jurgen Verstrepen, Ulla Werbrouck, Peter Reekmans en Lode Vereeck.

### Christendemocraten
De eerste Katholieke Partij in België werd in 1869 opgericht onder de benaming Verbond van Katholieke Kringen en der Conservatieve Verenigingen. Voordien vormden de katholieken in het parlement geen echte partij. Zij regeerden samen of afwisselend met de liberalen. Onder haar eerste voorzitter, Charles Woeste, veroverde de Katholieke Partij in 1884, na de eerste schoolstrijd, de absolute meerderheid in het Parlement en zij bleef tot 1918 ononderbroken aan de macht. In 1921 werd de partij omgedoopt in de Katholieke Unie van arbeiders, burgers, middenstanders en landbouwers onder invloed van Adolf Daens' christendemocratische ideeën.
Na de dood van Charles Woeste werd ter gelegenheid van de grote verkiezingsnederlaag van 1936 deze Katholieke Unie vervangen door het Katholieke Blok. De partij wordt onderverdeeld in een Parti catholique social en een Katholieke Vlaamse Volkspartij. Die laatste groep zoekt toenadering tot het VNV van Staf De Clercq om tot een bundeling van alle Vlaamse en katholieke krachten te komen. Dat stuit op tegenstand van Frans van Cauwelaert, het ACW (De koepel van Christelijke Werknemers organisaties waartoe onder andere de Christelijke Mutualiteit (CM), het Algemeen Christelijk Vakverbond (ACV) en de Boerenbond toe behoren) en tevens van VNV-voorganger Staf de Clercq zelf. Uiteindelijk geven de bisschoppen de genadeslag aan het plan van de KVV, wat niet uitsloot dat er nog samenwerking tussen de rechts-katholieke groepering voortleeft op het lokale niveau.
Na de Tweede Wereldoorlog is hieruit de Christelijke Volkspartij (CVP) ontstaan onder voorzitterschap van August de Schryver. Bij de verkiezingen van 1946 was de CVP meteen de grootste partij. In de eerste jaren na de oorlog beroerde de koningskwestie de maatschappij en politiek. Vanaf maart 1947 tot aan de verkiezingen van 13 juni 1999 nam de CVP vrijwel onafgebroken deel aan de regering, met uitzondering van de periode 1954-1958 toen een coalitie van socialisten en liberalen onder leiding van Achiel Van Acker aan de macht was. In de periode 1950-1954 vormde de CVP voor het laatst in de Belgische geschiedenis een homogene regering. De jaren vijftig staan in het teken van de schoolstrijd. De CVP verdedigt de belangen van de vrije scholen (voornamelijk katholieke scholen) en wil ze financieel ondersteunen. In 1958 komt onder leiding van Gaston Eyskens het schoolpact tot stand. De Eenheidswet en het grote protest bezorgen de CVP een lagere verkiezingsscore in 1961. Als gevolg van de taalstrijd en meer bepaald de strijd om de totale vernederlandsing van de Leuvense universiteit in de jaren zestig, werd de unitaire partij in 1972 opgesplitst in een Vlaamse en een Franstalige partij.
Eind jaren 60 komt er binnen de CVP een nieuwe generatie aan de macht. Wilfried Martens als partijvoorzitter (en later als premier), maar vooral de populaire Leo Tindemans zorgen ervoor dat de CVP alsnog de grootste partij van het land blijft. In de jaren 70 gaat de meeste aandacht uit naar de staatshervorming. Tussen 1977 en 1981 zijn er 8 verschillende regeringen onder leiding van Leo Tindemans, Wilfried Martens, Paul Vanden Boeynants en Mark Eyskens. Tijdens de verkiezingen van november 1981 lijdt de CVP een zeer zware nederlaag. In de jaren 80 zorgt de kwestie-Voeren en de plaatsing van Amerikaanse kruisraketten op Belgisch grondgebied (vermoedelijk in de Vliegbasis Kleine-Brogel) voor beroering. De meningen over dit laatste zijn verdeeld, ook binnen de CVP. Vanaf 1985 blijft de CVP bij elke verkiezing verliezen. In 1991 wordt Jean-Luc Dehaene premier. Onder zijn bewind wordt met het Sint-Michielsakkoord (1992-1993), België een echte federale staat. In de jaren 90 wordt er onder CVP-leiderschap zwaar bespaard om de Maastrichtnorm te halen en om in de Eurozone te stappen.
Op 9 oktober 1999 werd Stefaan De Clerck gekozen tot algemeen partijvoorzitter (als opvolger van Marc Van Peel) en startte een organisatorische en ideologische hervorming. Daarbij veranderde de partijnaam in 2001 in Christen-Democratisch en Vlaams (CD&V). Na de tegenvallende verkiezingen van 2004 komt de populist Yves Leterme aan het hoofd van de partij en stuurt deze aan op een kartel met de met de kiesdrempel flirtende en uit de Volksunie (VU) voortgekomen nationalistisch-Conservatieve Nieuw-Vlaamse Alliantie (N-VA). Dit kartel wordt het Valentijnskartel genoemd. Het kartel houdt enkele jaren stand, maar wordt tot eindelijk opgebroken voor de Vlaamse verkiezingen 2009. Bij deze, maar vooral de daarop volgende Belgische federale verkiezingen 2010, werd het kiespubliek van de CD&V gehalveerd en maken tal van trouwe christendemocratische kiezers de overstap naar de voormalige kartelpartner.

#### Huidige politieke partijen
- Christen-Democratisch en Vlaams (CD&V) is een christendemocratische en conservatieve partij en de opvolger van de Katholieke Partij (KP, 1884 - 1921), de Katholieke Unie (KU, 1921 - 1936), Katholieke Blok (KB, 1936 - 1945) en Christelijke Volkspartij (CVP, 1945 - 2001), daarnaast noemt de partij zich de ideologische opvolger van de Daensistische Christene Volkspartij (CVP, 1893 - die later opging in het VNV van Staf de Clercq). Huidig voorzitter is Sammy Mahdi, andere bekende kopstukken zijn/waren Charles Woeste, August De Schryver, Gaston Eyskens, Paul Vanden Boeynants, Wilfried Martens, Gaston Geens, Leo Tindemans, Luc Van den Brande, Jean-Luc Dehaene, Stefaan De Clerck, Herman Van Rompuy, Ignace Crombé, Johan Sauwens, Etienne Schouppe, Miet Smet, Paula D'Hondt, Marianne Thyssen, Steven Vanackere, Jo Vandeurzen, Marc Van Peel, Inge Vervotte, Pieter De Crem, Mark Eyskens, Theo Kelchtermans, Yves Leterme en Kris Peeters.

### Socialisten
De socialistische beweging in Vlaanderen vindt zijn oorsprong in 1884 onder de naam 'Vlaamsche Socialistische Arbeidspartij' (VSP). De partij fusioneerde kort daarop met de Brusselse socialistische groepen en noemde zich vanaf dan Belgische Socialistische Partij (BSP) (een naam die men in 1945 opnieuw aan zou nemen). In 1885 verbond men zich met de Waalse socialistische partij onder de naam Belgische Werkliedenpartij (BWP). De ideologie van de partij werd vastgelegd in het Charter van Quaregnon, dat in 1894 werd opgesteld. Het voornaamste strijdpunt van de BWP was het algemeen kiesrecht voor mannen. Door de grote aanhang voor dat punt kon er een socialistische zuil ontstaan en in 1893 realiseerden ze het algemeen meervoudig stemrecht voor mannen een feit. Naar aanleiding van de wet van 31 maart 1898 die de beroepsverenigingen in een legale sfeer plaatste, werd in de schoot van de partij de Syndikale Kommissie opgericht. Een van de voorlopers van het Algemeen Belgisch Vakverbond (ABVV).
Tijdens de bezetting gedurende de Eerste Wereldoorlog slaagde de BWP er ondergronds in een duurzame samenwerking aan te gaan met andere sociale organisaties. Edward Anseele werd na de Eerste Wereldoorlog de eerste socialistische minister met als portefeuille Openbare Werken en Wederopbouw. Hij realiseerde zaken als de achturige werkdag, de oprichting van het Nationaal Krisisfonds voor werklozen en de afschaffing van de beperkingen op het stakingsrecht. Daardoor sloeg de partij ook aan in Vlaanderen waar een kwart van het electoraat BWP ging stemmen. In het Interbellum bleef de BWP een constante regeringspartij. In 1935 werd Hendrik De Man Minister van Openbare Werken en Opslorping van Werkloosheid. Tijdens deze periode ontwikkelde hij de ideeën voor zijn Plan van de Arbeid waarin hij een strakke plan-economie met corporatistische trekken voor België trachtte uit te stippelen. In juni 1940, ruim een maand na de inval van en de bezetting door de Duitsers, ontbond Hendrik De Man de partij. De rest van de partijtop werkte echter, voornamelijk in ballingschap, aan de heroprichting na de bevrijding. Aanvankelijk kwam het initiatief vanuit het een aantal socialistische vakbondskernen met een sterk syndicalistisch en antikapitalistisch profiel. De eerste socialistische verzetskernen zetten zich dan ook sterk af tegen het reformisme van de oude BWP . Pas naar het einde van de Tweede Wereldoorlog toe, zullen de gematigden er onder aanvoering van Achiel Van Acker in slagen hun overwicht in de partij te herstellen. Zij streefden ernaar de socialistische beweging opnieuw op te bouwen en keerden zich af van de revolutionaire plannen van de meer radicale stroming. Op 27 maart 1942 werd met de samenstelling van een Uitvoerend Comité van de clandestiene Belgische Socialistische Partij (BSP) de eerste fase van de heropstanding afgesloten en begonnen commissies de naoorlogse periode voor te bereiden. Reeds in 1944 kreeg een clandestiene Belgische Socialistische Partij (BSP) vorm; op het Congres van de Overwinning in Brussel, van 9 tot 11 juni 1945, werden de nieuwe partijstatuten definitief vastgelegd.
In de jaren zeventig kon ook de BSP niet meer weerstaan aan de tendens tot federalisering van de partijstructuren. Na het aftreden van Leo Collard als partijvoorzitter in 1971 werd eerst het dubbel-voorzitterschap (een Vlaming en een Waal) ingevoerd. De mislukking van het Egmontpact in 1977 was in feite het eindpunt van het groeiend wantrouwen tussen Vlamingen en Walen binnen de partij. In 1978 splitste de unitaire BSP-PSB zich in twee onafhankelijke partijen in Wallonië en Vlaanderen, de Vlaamse vleugel behield echter de oude naam Belgische Socialistische Partij (BSP). Pas in 1980 liet de partij de "b" uit haar naam vallen en ging ze verder als Socialistische Partij (SP). Achter partijkopstuk Karel Van Miert schaarde zich in het begin van de jaren tachtig een generatie zogenaamde 'jonge Turken', partijvernieuwers. Hun optreden in de oppositieperiode van 1981 tot 1987 bracht een andere manier van politiek bedrijven. Het Doorbraakmanifest werd onder hun invloed vergezeld van een interne partijvernieuwing: pragmatisch radicalisme en levenbeschouwelijke openheid en diversiteit werden statutair verankerd in de organisatie van de partij. De SP had inmiddels een lange periode van besturen achter de rug als coalitiepartner van de ogenschijnlijk eeuwige regeringspartij CVP. België werd in die dagen een CVP-staat genoemd waarin corruptie, politieke benoemingen en cliëntelisme hoogtij vierden. In die hoedanigheid kwam de partij in 1995 in opspraak met de zaak rond smeergeld voor Agusta-helikopters, een zaak die de toenmalige NAVO-secretaris-generaal Willy Claes de kop kostte. Louis Tobback kon een kleine winst boeken met de campagne 'Uw sociale zekerheid' ondanks het Agustaschandaal.
In de jaren 2000 kwam de partij, door Frank Vandenbroucke, onder invloed van de Derde Weg, een soort middenweg tussen liberalisme en sociaaldemocratie. Onder het voorzitterschap van Patrick Janssens (2001) vond wederom een vernieuwing plaats. De partij werd omgedoopt tot Socialistische Partij Anders (sp.a), met als ondertitel Sociaal Progressief Alternatief. Onder Janssens werd eveneens de samenwerking gestart met Spirit. Ook onder het voorzitterschap van Janssens opvolger Steve Stevaert werkte de partij verder aan de vernieuwing en verbreding die was ingezet, met onder meer een ideologische herbronning (Het Groot Onderhoud). Het voorzitterschap van Stevaert was kenmerkend door de zeer sterke electorale scores bij de Federale verkiezingen van 2003 en de Vlaamse verkiezingen van 2004 met het kartel sp.a-Spirit. Na het vertrek van Stevaert verging het de partij moeilijk. De partij verloor fors (9 zetels) bij de federale verkiezingen van 2007 en begon aan een oppositiekuur, nieuwbakken voorzitter Johan Vande Lanotte voelde zich gedwongen af te treden, in zijn plaats kwam Caroline Gennez. Eind november 2008 werd het kartel met de sociaal-liberalen van VlaamsProgressieven (Vl.Pro., het voormalige Spirit) opgezegd. Dit gebeurde na het ontslag van Bettina Geysen als voorzitter van die partij en na het voorstel van Geert Lambert om een zelfstandige koers te varen. Vl.Pro.-oprichter Bert Anciaux dacht hier anders over en maakte de overstap naar de sp.a. De Sociaal-Liberale Partij (SLP, erfgenaam van Vl.Pro) van Lambert kon echter niet overtuigen en gaat vervolgens op in Groen!. De verruimingsoperatie onder Gennez (Anciaux was lange tijd een anti-syndicalist) viel niet positief uit bij de partijachterban en vooral sp.a Rood vreesde dat de komst van Anciaux de partij enkel nog meer zou vervagen. De weerstand tegen Caroline Gennez als voorzitster en de verruimers groeide hierdoor sterk aan binnen de partij en in 2012 scheurde een deel van de linkervleugel van de sp.a onder leiding van Erik De Bruyn zich af van de sp.a om een eigen politieke beweging (Rood!) te vormen, maar die kon nog niet doorbreken.
De jaren erna ging de partij er verkiezing na verkiezing op achteruit en kreeg op links meer concurrentie van de leninistische Partij van de Arbeid. In 2019 vormde de nieuwe voorzitter Conner Rousseau de partij om tot Vooruit. De partij raakte in de regering-De Croo en wist bij de verkiezingen in 2024 voor het eerst sinds de periode-Stevaert vooruit te gaan.

#### Huidige politieke partijen
- Vooruit is een socialistische partij van sociaaldemocratische strekking. Ze is de opvolger van de Belgische Werkliedenpartij (BWP, 1885 - 1940), Belgische Socialistische Partij (BSP, 1940 - 1978), Socialistische Partij (SP, 1978 - 2001) en Socialistische Partij Anders (sp.a, 2001 - 2021). Huidig voorzitter is Conner Rousseau, andere bekende kopstukken zijn/waren Paul-Henri Spaak, Edward Anseele, Camille Huysmans, Frank Van Acker, Hendrik De Man, Achiel Van Acker, Willy Claes, Louis Tobback, Luc Van den Bossche, Karel Van Miert, Marcel Colla, Norbert De Batselier, Bob Cools, Daniël Termont, Mia De Vits, Fred Erdman, Freddy Willockx, Patrick Janssens, Bruno Tobback, Steve Stevaert, Johan Vande Lanotte, Erik De Bruyn, Flor Koninckx, Freya Van den Bossche, Frank Vandenbroucke, Bert Anciaux, Renaat Landuyt, Kathleen Van Brempt en Caroline Gennez.

### Communisten
Tot 1920 bestonden er tal van kleine communistische groeperingen die naast elkaar opereerden, in dat jaar verenigden een aantal van hen zich tot de Parti Communiste de Belgique onder leiding van War Van Overstraeten. In 1921 fuseerde deze partij met een groep BWP-dissidenten (onder anderen Joseph Jacquemotte) die reageerden tegen het reformisme van haar partijleiding. Hieruit ontstond de unitaire combinatie Kommunistische Partij van België (KPB-PCB) die vanaf het begin lid was van de 'derde internationale', de zogenaamde 'Komintern'. De resultaten blijven niet uit en de partij heeft twee vertegenwoordigers in het parlement. In 1928 lopen de spanningen tussen beide gefuseerde groepen hoog op (door onder andere de bemoeienissen van Stalin) en eindigen in een afscheuring, de anti-parlementaire groep rond Van Overstraeten moest de duimen leggen voor de meer pragmatisch gerichte groep rond Jacquemotte. Van Overstraeten wordt uit de partij gezet en zijn sympathisanten worden van alle belangrijke functies geweerd. De KPB zou voortaan volledige loyaliteit aan Jozef Stalin en de Sovjet-Unie tonen. Dit hield onder andere in dat de KPB vooral de sociaaldemocraten als grootste vijand zagen. De split zal uiteindelijk resulteren in de oprichting van een trotskistische strekking.
Vanaf 1936 veranderde de strategie van de partij en zag men de sociaaldemocraten niet langer als vijanden, maar als bondgenoten in een grote linkse coalitie tegen het opkomende extreemrechtse en Vlaams-nationalistische gedachtegoed. Daarnaast maakte het toenemende prestige van de Sovjet-Unie, de loyaliteit van vele intellectuelen en de felle syndicale strijd in de Waalse Borinage dat de partij groot succes kende tijdens het interbellum. Vanaf 1941 speelt de communistische beweging een belangrijke rol in het anti-Duitse verzet, zo waren er onder ander de Syndikale Strijdkomitees. Na de Tweede Wereldoorlog bestendigen de communisten hun verworven prestige van tijdens de oorlog en scoort de partij in 1946 erg goed met 12,7% dit mede dankzij het succes van het eveneens communistische Belgisch Verbond der Eenheidssyndicaten (BVES), dat later zou opgaan in het Algemeen Belgisch Vakverbond (ABVV). De partij neemt dan ook deel aan vijf opeenvolgende regeringen. Vanaf 1947 wordt de electorale neergang ingezet, dit onder meer door anticommunistische sentimenten ten gevolge van de Koude Oorlog.
Vanaf 1954 komt er binnen de partij een vernieuwingsoperatie op gang die ervoor zorgt dat de partij zich minder dogmatisch opstelt en voortaan een minder Sovjet-gerichte politiek zou gaan voeren. Ten gevolge van de Eenheidswet wint de partij terug aan populariteit door de grote stakingen die het mee organiseert. De partij speelt ook in de jaren 60 een belangrijke rol tijdens de studentenprotesten van '68, hoewel dit zich niet in een electoraal succes omzette. Integendeel zelfs, alzo ontstonden de Revolutionaire Arbeidersliga (RAL, de latere SAP) en Alle Macht Aan De Arbeiders (AMADA, de latere PVDA) die beide concurrenten zouden worden van de KPB op de linkerzijde van het politieke spectrum. Zo trekt de kern van SVB (de studentenbeweging van AMADA met onder anderen Kris Merckx) in januari 1970 naar de Limburgse mijnstaking en werd daar actief onder de naam Mijnwerkersmacht. Deze en andere pogingen om een brug te leggen tussen de studenten- en de arbeiderswereld werden geconsolideerd. Deze beweging, die het maoïsme in China van Mao Zedong als voorbeeld zag, wedijverde inzake de correcte toepassing van het marxisme-leninisme met de officiële communistische partij. In 1985 verdwijnen de laatste twee KPB-leden (onder wie Louis Van Geyt) uit het parlement en in 1989 werd de partij opgeheven.
In 1979 werd tijdens een partijcongres van AMADA de naam Partij Van De Arbeid (PVDA) aangenomen. De PVDA is een nationaal georganiseerde, tweetalige partij. De partij heeft verschillende verruimingspogingen ondernomen, hierbij voornamelijk denkend aan het project RESIST, waarbij de partij samen opkwam met de Arabisch-Europese Liga (AEL, de huidige MDP) van Dyab Abou Jahjah. De partij flirtte tijdens de federale verkiezingen van 2010 in de provincie Antwerpen met de kiesdrempel en heeft enkele verkozenen in gemeente- en districtraden. Ook de trotskistische RAL en haar opvolger de Socialistische Arbeiderspartij (SAP) kunnen niet overtuigen en blijven samen met de Linkse Socialistische Partij (LSP) steeds onder de kiesdrempel. In 2007 was er een toenadering tussen verschillende klein-linkse partijen onder het Comité Andere Politiek (CAP), dat echter een doodgeboren kind bleek. In 2012 scheurde een deel van de linkerzijde van de sp.a (sp.a rood) zich af, om de nieuwe politieke beweging Rood! te vormen.

#### Huidige politieke partijen
- Partij Van De Arbeid (PVDA) is een socialistische partij van marxistische signatuur en de opvolger van het maoïstische Alle Macht Aan De Arbeiders (AMADA, 1974 - 1979). De partij werd vooral bekend dankzij haar project Geneeskunde voor het Volk en de verdediging van het kiwimodel voor geneesmiddelen. De voorzitter is Peter Mertens, andere bekende kopstukken zijn Kris Merckx, Ludo Martens, Nadine Rosa-Roso, Dirk Van Duppen, Tine Van Rompuy en Zohra Ottman.
- Socialistische Arbeiderspartij (SAP) is een socialistische partij van trotskistische-entrisistische signatuur en de opvolger van de Revolutionaire Arbeidersliga (RAL, 1971 - 1984). Daarnaast kwam ze onder verschillende namen op zoals Regenboog, Rood-Groene Beweging (RGB) en BSF. De partij genoot begin jaren 80 een relatieve populariteit door haar steun aan de sandinisten. De partij heeft geen voorzitter, bekende kopstukken zijn/waren: Ernest Mandel, Georges Vereeken en Walter Dauge.
- Linkse Socialistische Partij (LSP) is een socialistische partij van trotskistische-marxistische signatuur en de opvolger van Militant Links (ML, 1974 - 2003) en Links Ecologisch Eenheidsfront (LEEF, 2003 - 2004). De partij verwierf een relatieve populariteit door haar Blokbuster-campagne. Voorzitter is Eric Byl. De LSP maakt heden ten dage deel uit van het kartel Comité voor een Andere Politiek (CAP) waarin onder anderen Jef Sleeckx, Georges Debunne en Lode Van Outrive actief zijn.

### Vlaams-nationalisten
Het Vlaams-nationalisme vindt zijn oorsprong bij de Meetingpartij, opgericht te Antwerpen in 1862. De partij leunde aanvankelijk sterk aan bij katholieke Partij en de centrale thema's waren Vlaamsgezindheid, antimilitarisme en sociale vooruitstrevendheid. Vanaf 1919 werd het flamingantisme politiek vertaald door Het Vlaamsche Front (in de volksmond vaak gewoon Frontpartij genoemd). Deze partij was ontstaan uit enerzijds de Frontbeweging en anderzijds uit activisten uit de Eerste Wereldoorlog. Zij kan beschouwd worden als de eerste echte Vlaams-nationalistische partij in Vlaanderen en ijverde onder andere voor amnestie van de activisten. Hoewel het Vlaams-nationalisme even oud is als België, zouden de eerste flaminganten tot 1919 onderdak zoeken bij bestaande partijen. Vooral in de Katholieke Partij waren zij sterk vertegenwoordigd. De Frontpartij fuseerde in 1923 met de daensistische Christene Volkspartij, voortaan heette zij Christelijke Volkspartij-Vlaamse Frontpartij van Vlaamse Nationalisten, waardoor de Frontpartij zich weer in katholiek vaarwater zou bevinden, alhoewel de fronters nog stevig vertegenwoordigd werden door de socialisten in Antwerpen in die periode.
In 1933 zou de Frontpartij omgevormd worden tot het Vlaams Nationaal Verbond (VNV) met Staf De Clercq als leider. Het programma van deze partij uit 1933 legt vooral de nadruk op de hereniging van alle Nederlanden in een Groot-Nederlands staatsverband. Onder de naam Vlaams Nationaal Blok nam het VNV op 24 mei 1936 voor het eerst deel aan de verkiezingen. Het succes bleef niet uit: het VNV haalde zestien zetels binnen. Ook Rex-Vlaanderen, de fascistische partij rond Léon Degrelle, haalde 21 Kamerzetels binnen (naast twaalf zetels in de Senaat), wat de socialistische Belgische Werkliedenpartij overhaalde om van antifascisme een kernpunt van hun programma te maken. Een andere politieke partij van Vlaams-nationalistische strekking rond deze periode was het Verbond van Dietsche Nationaal Solidaristen (Verdinaso) dat onder leiding stond van Joris Van Severen. Andere bekende figuren binnen de partij waren Wies Moens en Joris Lannoo. Vanaf april 1937 ontvangt het VNV van het Duits nazi-Ministerie van Propaganda een maandelijkse toelage van omgerekend zo'n 5.000 euro, vanaf 1939 werd dit verhoogd tot zo'n 15.000 euro per maand. Op 10 mei 1940 werden alle kaarten opnieuw geschud. Duitsland valt België binnen, en De Clercq bood zijn diensten aan aan de Duitsers. Voor het VNV was de bezetting door de Duitsers de kans om uit de Belgische ketenen te breken en onder de vleugels van het Derde Rijk een onafhankelijk Vlaanderen te bekomen. In augustus 1940 werd de geüniformeerde afdeling van het VNV, de Grijze Brigade geleid door Herman van Ooteghem, later werd deze omgedoopt tot de Zwarte Brigade en nog later tot de Dietsche Militie. Op 10 november 1940 maakte Staf de Clercq in een redevoering publiekelijk bekend dat het VNV zich ter beschikking stelde van de Duitsers en vertrouwen gaf aan de Führer Adolf Hitler. Het VNV verkreeg het recht om als enige politieke partij manifestaties te organiseren. Het VNV ronselde vanaf 20 april 1940 actief manschappen voor de Waffen-SS.
Op 5 mei 1941 smolt het Verdinaso en Rex-Vlaanderen onder druk van de Duitse bezetter samen met het VNV tot de Eenheidsbeweging VNV. Ondertussen verwierf de Deutsch-Vlämische Arbeitsgemeinschaft (DeVlag, de organisatie die uiteindelijk op het einde van de oorlog de politieke strijd zou winnen) de steun van de SS en verwerd zo tot geduchte concurrent van het VNV. Bekende figuren binnen DeVlag waren onder anderen Jef van de Wiele, Cyriel Verschaeve en Tony Van Dyck.
In nasleep van de Tweede Wereldoorlog is het VNV opgedoekt en werden de kopstukken veroordeeld voor hun collaboratie. Sommige leden bleven politiek actief en zouden later in andere nationalistische organisaties dienen. Toenmalige partijleider Hendrik Elias, veroordeelt tot levenslang, kreeg bezoek van o.a. Frans Van der Elst en inspireerde op die manier de oprichting van de Vlaamse Concentratie en de Volksunie.
In 1949 komt er opnieuw een Vlaams-nationalistische partij op met Hektor De Bruyne als leider. Ze noemt zichzelf de Vlaamse Concentratie en maakt van anti-repressie haar hoofdthema. De partij behaalde bij de verkiezingen van 26 juni 1949 103.896 stemmen, wat net niet voldoende was voor een verkozene. Daarna valt de partij door interne twisten uit elkaar. Sommigen onder hen komen tijdens de parlementsverkiezingen van 1954 op onder de naam Vlaamse Christelijke Volksunie. De enige verkozene ooit van deze partij is Herman Wagemans. Op 14 december 1954 ontstond de Vlaamsgezinde pluralistische partij Volksunie. Deze nam aan enkele regeringen deel en werd zelfs een middelgrote partij. Eind jaren 70 ontstond uit onvrede van een aantal Vlaams-nationalisten met het Egmontpact en de deelname van de VU aan een regering met onder meer het radicaal-francofone FDF de Vlaamse Volkspartij (VVP) o.l.v. Karel Dillen en de Vlaams Nationale Partij (VNP) o.l.v. Lode Claes. Beide partijtjes vormen vanaf 1978 het rechts-radicaal Vlaams Blok. Deze partij groeide gestaag, mede door haar extreme standpunten rond vreemdelingen, en na haar grote vooruitgang bij de verkiezingen in 1991 spraken de andere Vlaamse partijen af om op geen enkel vlak (van nationaal tot gemeentelijk) coalitieafspraken aan te gaan met deze partij (het zogenaamde cordon sanitaire). De Volksunie daarentegen stapelt de verkiezingsnederlagen op, waardoor toenmalig voorzitter Jaak Gabriëls de partij vanaf 1989 ideologisch tracht te herpositioneren richting het liberalisme. Het komt hierbij zelfs kortstondig tot een wijziging van de partijnaam in Volksunie-Vlaamse Vrije Democraten (VU-VVD). Na het aantreden van Bert Anciaux in 1992 komt het wederom tot een breuk binnen de partij. Gabriëls en een aantal getrouwen richten een eigen formatie op, Centrum voor Politieke Vernieuwing (CPV) die zich al snel aansluit bij de Vlaamse Liberalen en Democraten (VLD). Tot deze groep dissidenten hoorden voorts onder anderen André Geens, Hugo Coveliers en Jef Valkeniers. Ook Bert Anciaux, geruggensteund door onder anderen Patrik Vankrunkelsven, tracht de partij te vernieuwen en ditmaal in een meer links-liberale richting te sturen. Hiertoe werd de verruimings- en vernieuwingsbeweging ID21 opgericht. De partij gaat vanaf dan verder onder de naam VU&ID. Uit onvrede met deze nieuwe politieke koers scheuren wederom enkele partijleden zich af en richten Sociaal Onafhankelijk Liberaal Integer Democratisch Evenwichtig (SoLiDe) op. De nieuwe koers wordt echter ook niet bij alle "blijvers" gesmaakt en al snel rijzen er vragen binnen de partij over het nut van de beweging. Onder leiding van de nieuwe voorzitter Geert Bourgeois groeit deze groep aan stelt ze zich steeds kritischer op ten aanzien van Anciaux en zijn geesteskind ID21. Dit leidt tot een enorme tweestrijd binnen de partij.
Op 13 oktober 2001 viel de Volksunie helemaal uit elkaar en splitste de partij zich op in een Vlaamsgezinde sociaal-liberale partij (Spirit) en een conservatief-nationalistische vleugel (N-VA). Spirit sloot in 2002 een kartel met de sp.a en N-VA deed in 2004 hetzelfde met de CD&V (de inmiddels omgedoopte CVP). De partij en vooral Bart De Wever, bereikte zo een breed publiek en konden mede hierdoor goed scoren tijdens de federale verkiezingen van 2009. Individuele ex-Volksunie-mandatarissen sloten zich ook aan bij de liberale VLD (onder anderen Vincent Van Quickenborne en Bart Somers), de ecologisten van Groen! (onder anderen Bart Staes) en de CD&V (onder anderen Johan Sauwens). Eveneens in 2004 werd een rechtszaak aangespannen tegen enkele vzw's rond het Vlaams Blok wegens racisme. Het Hof van Beroep te Gent veroordeelde deze vzw's vanwege hun medewerking met een racistische organisatie. De partij veranderde hierna haar naam in het Vlaams Belang, maar behield intern haar standpunten. Bij de gemeenteraadsverkiezingen van oktober 2006 ging het Vlaams Belang in vrijwel alle steden vooruit en boekte het winst. Het boekte wel een morele nederlaag doordat het zijn plaats als grootste partij in Antwerpen moest afstaan aan de sp.a. Deze eerste plaats voor de sp.a was niet te wijten aan een achteruitgang van het Vlaams Belang, maar wel aan een onverwachte monsterscore van sp.a-spirit. In 2010 ging Spirit, die ondertussen VlaamseProgressieven (Vl.Pro) en Sociaal-Liberale Partij (SLP) hadden geheten, op in Groen! (onder anderen Geert Lambert en Lionel Vandenberghe). Enkele voormalige mandatarissen bleven bij sp.a (onder anderen Bert Anciaux) of stopten met politiek (onder anderen Nelly Maes).

#### Huidige politieke partijen
- Het Vlaams Belang (VB) is een Vlaams-nationalistische en extreemrechtse partij die haar oorsprong vindt bij een alliantie van twee splinterpartijen van de voormalige Volksunie: De VVP van Lode Claes en de VNP van Karel Dillen. Beide partijen waren ontstaan uit onvrede met het door de Volksunie ondertekende Egmontpact van 25 mei 1977. Wanneer de vzw's rond het Vlaams Blok veroordeeld worden door het Hof van beroep op 21 april 2004 in Gent, krijgt de partij haar huidige naam. De kartellijst (en de latere partij) nam voor de eerste maal deel aan de verkiezingen op 17 december 1978. Huidig voorzitter is Tom Van Grieken, andere belangrijke kopstukken zijn/waren: Filip Dewinter, Marie-Rose Morel, Frank Vanhecke, Alexandra Colen, Jurgen Verstrepen, Rob Verreycken, Anke Van dermeersch, Francis Van den Eynde, Hugo Coveliers, Johan Demol, Bart Debie, Jef Elbers, Roeland Raes, Wim Verreycken, Frieda Van Themsche en Gerolf Annemans.
- De Nieuw-Vlaamse Alliantie (N-VA) is een Vlaams-nationalistische en conservatief-rechtse partij die nauwe banden onderhoudt met Voka. De partij ontstond na de splitsing van de Volksunie in 2001. De partij kwam enkele verkiezingen op in kartel met CD&V, maar gaat sinds 22 september 2009 haar eigen weg. Huidig voorzitter is Bart De Wever, andere bekende kopstukken zijn/waren: Jan Jambon, Frieda Brepoels, Marie-Rose Morel, Bart De Nijn, Flor Van Noppen, Jaak Vandemeulebroucke, Kim Geybels, Siegfried Bracke, Vic Van Aelst, Geert Bourgeois en Philippe Muyters.

### Ecologisten
In 1979 werd een van de eerste ecologistische (in de volksmond Groene) partijen in Europa opgericht in Vlaanderen, met name Anders GAan LEVen, beter bekend als Agalev. Agalev was al een partij voor het dit zelf besefte. De politieke partij Agalev werd immers geboren in de schoot van de apolitieke Anders Gaan Leven-beweging. De eerste Agalev-mandatarissen werden zelfs verkozen voor het feitelijke oprichtingscongres. Vanaf de vroege jaren 70 trachtte jezuïet-leraar Luc Versteylen zijn leerlingen aan het Borgerhoutse Xaveriuscollege warm te maken voor de zachte waarden in herlevings- en zelfverbeteringsgroepen rond de Brouwerij van Viersel. Agalev hanteerde als basisbeginselen: ecologisch, vreedzaam en basisdemocratisch en slaagde erin, als eerste groene partij in de Europese Unie, volksvertegenwoordigers te hebben. Zo behaalde de partij bij de vervroegde verkiezingen van 1981 meer dan vier procent van de stemmen binnen en heeft ze plots drie verkozenen in het nationale parlement.
Agalev laat zich in die tijd vooral gelden als zweeppartij die de klassieke partijen het vuur aan de schenen wil leggen op het vlak van ecologische en sociale vraagstukken. De groenen geloven in de maakbaarheid van de maatschappij. Ze willen een einde stellen aan de ecologische roofbouw op onze planeet en de doorhol-economie en tegelijk de economische groeidrang ombuigen tot een duurzame economie, zowel in het westen als in de derde wereld (economisch programma van Mechelen, 1985). Anderzijds trachten ze de gemeenschapsgerichte zelfontplooiing en de basisdemocratie te bevorderen. In de tweede helft van de jaren 80 bouwt Agalev verder aan haar programma en weet zich te profileren tijdens de massale betogingen tegen de kernwapens. Op milieuvlak zet de partij de toon met haar verzet tegen illegale stortingen op de Hooge Maey en tegen de aanleg van de lng-terminal te Zeebrugge. Volgens de groenen zijn de economische en ecologische risico’s te hoog. Verder pleit Agalev steeds volop voor een versterkte Europese samenwerking en geeft met het eerste Europese congres van de Groenen alvast het goede voorbeeld. In de eerste helft van de jaren 90 moet Agalev enkele bittere pillen slikken. Vanuit de oppositie steunt de partij de staatshervorming van de Sint-Michielsakkoorden. In ruil krijgen de groenen een taks op wegwerpdrankverpakkingen.
Tijdens de verkiezingen van 1995 kampen de traditionele politieke partijen met een negatieve sfeer van omkoperij wegens het Agustaschandaal. Agalev trekt daarom met het thema propere handen naar de kiezer, maar die laatste geeft zijn stem liever aan de underdog, de gekwetste SP. Onverwacht verliest Agalev terrein. De groenen beseffen dat ze zich beter moeten organiseren als ze willen blijven opboksen tegen de traditionele partijen en de toenemende verrechtsing. Het sein voor de broodnodige professionalisering is gegeven: het personeel wordt efficiënter ingezet en de communicatie oogt moderner. De partij positioneert zich progressief, tegen onverdraagzaamheid. In het programma komen levenskwaliteit en solidariteit voorop te staan. De opeenvolgende crisissen in de landbouwindustrie en de voedselveiligheid (onder andere de dioxinecrisis) geven Agalev in 1999 nog een duwtje in de rug. Bij de verkiezingen van 1999 behaalden de Vlaamse groenen 7,0% van de stemmen. De partij stapt in de federale regering Verhofstadt en in de Vlaamse regering Dewael. De partij betaalde hiervoor een zeer zware electorale prijs in de federale verkiezingen van 2003 en de Vlaamse verkiezingen van 2004. Bij de Senaats- en parlementsverkiezingen van 2003 van 18 mei verloor de partij al haar zetels en strandde op 2,47%. De partij zakte overal onder de kiesdrempel van 5 procent (die ze zelf mee had ingevoerd) en verloor alzo haar partijdotatie.
Op 15 november 2003 koos Agalev voor een nieuwe naam: Groen!. De vernieuwing doet de partij deugd en Groen! behaalt opnieuw scores die ruim boven de kiesdrempel uitsteken tijdens de verkiezingen van 2004: 7,6% voor het Vlaamse, 9,8% voor het Brusselse en 8% voor het Europees Parlement. Eind 2009 beslisten zowel Groen! als de Sociaal-Liberale Partij (SLP) dat laatstgenoemde voortaan deel zou uitmaken van Groen!. Sinds begin 2012 komt de partij op onder de naam Groen, zonder het uitroepteken.
In de jaren 00 kwam er, net als in Nederland, een Partij voor de Dieren (PvdD) op in Vlaanderen. Nationaal boegbeeld is Jan Van Puyvelde. De partij kon echter in geen enkele verkiezing overtuigen.

#### Huidige politieke partijen
- Groen is een ecologistische partij en de opvolger van Agalev (1979-2003) en Groen! (2003-2012). Groen nam in 2009 de Sociaal-Liberale Partij (SLP, 2001 - 2009) in haar op. De Groene partij kwam voor het eerst op in 1979 en is een van de oudste groene partijen in Europa. Huidige covoorzitters zijn Nadia Naji en Jeremie Vaneeckhout, andere bekende kopstukken waren/zijn Magda Aelvoet, Eva Brems, Vera Dua, Ingrid Pira, Meyrem Almaci, Freya Piryns, Petra De Sutter, Elke Van den Brandt Patsy Sörensen, Jef Tavernier, Wouter Van Besien, Luckas Vander Taelen, Mieke Vogels, Jos Geysels, Kristof Calvo, Geert Lambert, Bart Staes, Lionel Vandenberghe en Luc Versteylen.

### Belgisch-nationalisten

#### Huidige politieke partijen
- Union des Francophones (UF) is een Franstalige eenheidslijst die uitsluitend opkomt in Vlaams-Brabant. Ideologisch kenmerkt deze kieslijst zich door een Franstalig-nationalistische en in zekere mate belgicistische ideologie. De partij heeft gemiddeld 1 verkozene in het Vlaams Parlement. De partij heeft geen voorzitter en bestaat uit lokale politici van de Franstalige partijen Fédéralistes Démocrates Francophones (FDF), Mouvement Réformateur (MR), Centre Démocrate Humaniste (cdh) en Parti Socialiste (PS).
- Belgische Alliantie is een Belgischgezinde partij die de Belgische federale staat wil versterken door regionale bevoegdheden terug over te hevenlen naar het federale niveau. Voorzitter is Willy Deswael.
- Belgische Unie - Union belge is eveneens een Belgischgezinde partij die de Belgische federale staat wil versterken door regionale bevoegdheden terug over te hevenlen naar het federale niveau. Voorzitter is Hans Van De Cauter.

### Evolutie van aantal stemmen van de 6 grootste Vlaamse Partijen

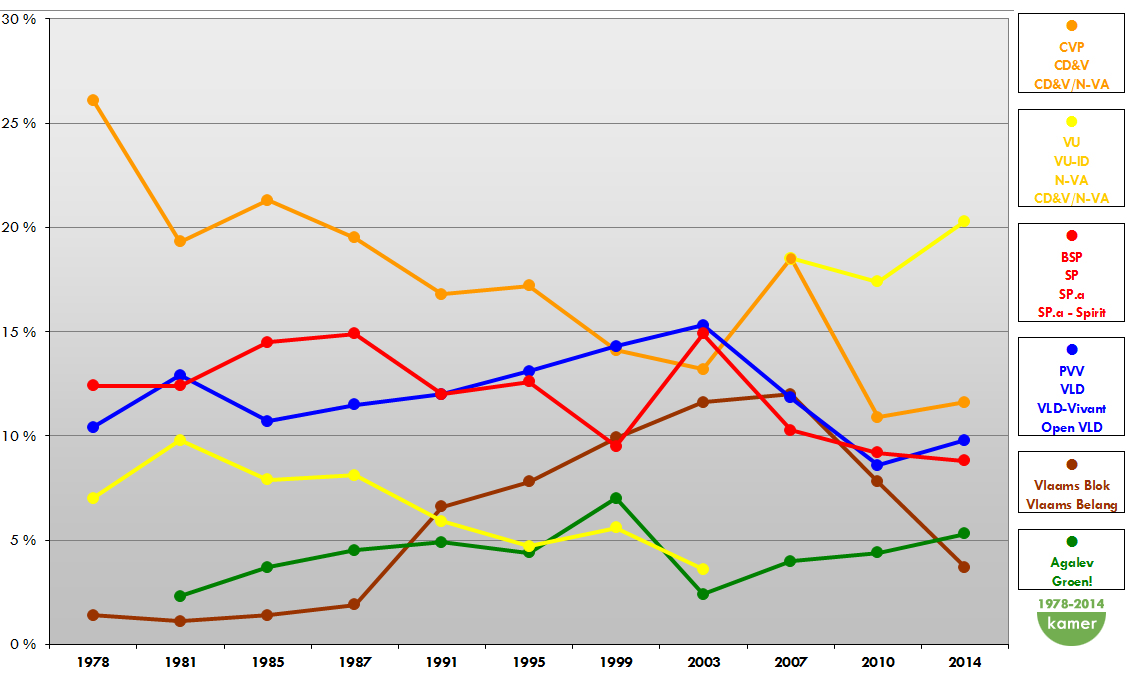
De grootste 6 Vlaamse partijen en hun behaalde resultaten voor de Kamer van Volksvertegenwoordigers. Van 1978 tot en met 2014, uitgedrukt in procenten voor 'Het Rijk'.